# متطلبات الحصول على تأشيرة لمواطني موزمبيق
متطلبات الحصول على تأشيرة للمواطنين الموزمبيقيين، هي قيود الدخول الإدارية من قبل سلطات الدول الأخرى المفروضة على مواطني موزمبيق. في عام 2015 كان المواطنين الموزمبيقيين لا يحتاجون لتأشيرة دخول أو تأشيرة عند الوصول لـ 49 دولة وإقليم.

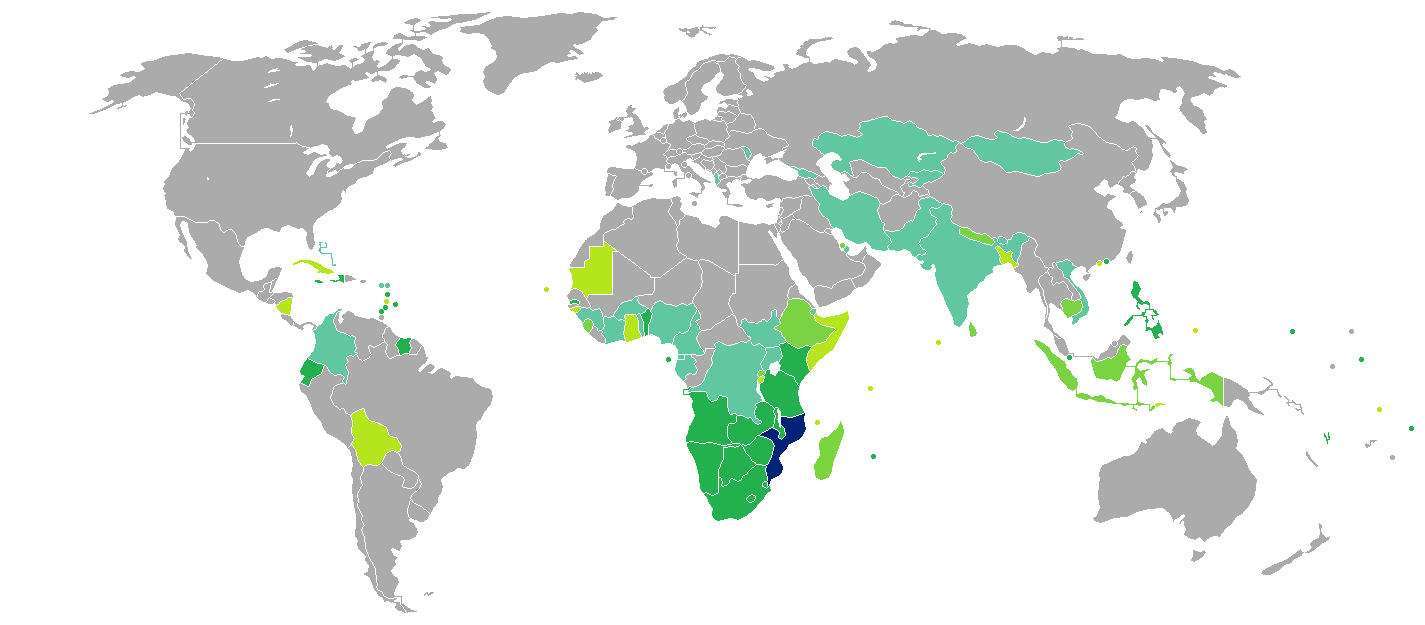
موزمبيق
تأشيرة مجانية
تأشيرة عند الوصول أو تأشيرة إلكترونية
تأشيرة مطلوبة

## التطعيمات
العديد من البلدان الأفريقية، بما في ذلك أنغولا، بنين، بوركينا فاسو، الكاميرون، جمهورية أفريقيا الوسطى، تشاد، جمهورية الكونغو الديمقراطية، جمهورية الكونغو، ساحل العاج، غينيا الاستوائية، الغابون، غانا، غينيا، ليبيريا، مالي، موريتانيا، النيجر، رواندا، سان تومي وبرينسيب، السنغال، سيراليون، أوغندا، زامبيا تطلب من جميع الركاب القادمين لديها الشهادة الدولية للتطعيم من الأوبئة والأمراض. بعض البلدان الأخرى لا تطلب التطعيم إلا إذا كان المسافر قادم من منطقة مصابة.

## صلاحية جواز السفر
العديد من الدول تتطلب صلاحية لجواز السفر الموزمبيقي لا تقل عن 6 أشهر، ووجود صفحات فارغة بعدد صفحة أو اثنين على الأقل.